# Matsuri Hino
Matsuri Hino (Sapporo, 24 gennaio ...) è una fumettista giapponese, specializzata nel genere shōjo-gothic.

## Carriera
Ha cominciato a disegnare da adolescente, dedicandosi alla creazione di piccole storie; ha debuttato nel settembre del 1995 sulla rivista LaLa DX con l'opera "Kono Yume Ga Mimetara" ("Quando questo sogno finisce").
Negli anni seguenti pubblica diverse storie brevi di un solo capitolo (tutte sulla rivista LaLa) e poi, nel 1999, inizia la sua prima opera a più ampio respiro e che le regalerà una certa notorietà: "Toraware No Minoue" pubblicata in Italia dalla J-Pop con il titolo Captive Heart.
Successivamente comincia la serializzazione di Meru Puri (del 2002), storia del giovane principe Alam costretto a fuggire dal suo mondo per via di un incantesimo, che soggiorna dalla romantica e sognatrice Airi. Particolarità di Alam è che le tenebre lo fanno crescere d'età e solo il "bacio della vergine" può riportarlo ai suoi anni originali. I capitoli sono stati raccolti poi in 4 tankōbon e pubblicati anche in Italia ad opera della Planet Manga.
Nel 2005 l'autrice dà alle stampe Wanted, una storia romantica molto breve (solo 3 corposi capitoli) ambientata nel mondo dei pirati. In Italia è stato pubblicato dalla J-Pop in un volume unico insieme alla storia breve In primavera, fiori di ciliegio, pubblicata in Giappone alla fine degli anni novanta.
L'opera più famosa dell'autrice è, però, Vampire Knight che arriva solo dopo l'uscita di Wanted. Attualmente Vampire Knight è ancora in corso di pubblicazione sulla rivista LaLa e viene distribuita anche in Italia sempre dalla Planet Manga. A causa, però, dei ritardi in patria e del raggiungimento della pubblicazione giapponese, la serializzazione è progressivamente diventata aperiodica.

## Vita privata
Matsuri Hino è uno pseudonimo che l'autrice utilizza quando disegna manga: non ha ancora rivelato il suo vero nome. Prima di diventare mangaka, ha lavorato per alcuni anni in una libreria.

## Opere
- Captive Heart (とらわれの身の上?, Toroware no Minoue, lett. "Quando questo sogno finisce") - 5 tankōbon (1999 - 2002): racconta la storia di Megumi, costretto da una maledizione a servire la bella Suzuka.
- Meru Puri (めるぷり メルヘン☆プリンス?, Merupuri Meruhen Purinsu, lett. "Meru Puri, il principe delle favole") - 4 tankōbon (2002 - 2004): è la storia di Airi, una ragazza che sogna di incontrare il principe azzurro, ma non si aspetta che costui sia un bambino e che provenga dal regno della magia.
- Wanted - 1 tankōbon (2005) racconta l'avventura di Armelia che si imbarca su una nave di pirati fingendosi un uomo per ritrovare il suo amato.
- Vampire Knight (ヴァンパイア騎士?,  Vanpaia Naito) - 19 tankōbon (2004 - 2013): racconto incentrato sulla vita di alcuni studenti che frequentano una scuola molto particolare, la Cross Academy, popolata da umani, nella Day Class, e vampiri, nella Night Class, anche se gli umani della Day Class non sanno l'esistenza dei vampiri.
- Vampire Knight Memories (ヴァンパイア騎士〈ナイト〉?) - 5 tankōbon (2013 - in corso): è il sequel di Vampire Knight; il racconto è incentrato sugli avvenimenti accaduti nei mille anni in cui Kaname Kuran ha dormito nella sua bara di ghiaccio.